# Byadra Somanahalli, Belur
Byadra Somanahalli là một làng thuộc tehsil Belur, huyện Hassan, bang Karnataka, Ấn Độ.